# Rubus mindanaensis
Rubus mindanaensis är en rosväxtart som beskrevs av Wilhelm Olbers Focke. Rubus mindanaensis ingår i släktet rubusar, och familjen rosväxter. Inga underarter finns listade i Catalogue of Life.